# Wikipedia in azero meridionale
La Wikipedia in azero meridionale, spesso abbreviata in azb.wiki, è l'edizione in lingua azera meridionale dell'enciclopedia online Wikipedia.

## Storia
È stata aperta il 29 luglio 2015.

## Statistiche
La Wikipedia in azero meridionale ha 243 985 voci, 578 681 pagine, 54 803 utenti registrati di cui 108 attivi, 4 amministratori e una "profondità" (depth) di 5 (al 21 marzo 2025).
È la 48ª Wikipedia per numero di voci ma, come profondità, è la 68ª fra quelle con più di 100 000 voci (al 6 gennaio 2025).

## Cronologia
- 18 settembre 2016 — supera le 10 000 voci
- 29 novembre 2017 — supera le 50 000 voci ed è la 83ª Wikipedia per numero di voci
- 9 agosto 2018 — supera le 100 000 voci ed è la 61ª Wikipedia per numero di voci
- 17 giugno 2019 — supera le 150 000 voci ed è la 49ª Wikipedia per numero di voci
- 19 marzo 2020 — supera le 200 000 voci ed è la 45ª Wikipedia per numero di voci